# قائمة العطل الرسمية في تايلاند
هناك الكثير من الأعياد في مملكة تايلاند من اشهرها وأهمها لدي الشعب التايلاندي هو عيد الماء الذي يصادف سنويا من 13 أبريل الي 15 أبريل وعيد ميلاد الملك الذي يصادف سنويا تاريخ 5 ديسمبر واحتفالات رأس السنة الذي تقام به العديد من الفعاليات المميزة مثل الألعاب النارية.

## قائمة في أيام العطل الرسمية
- يذكر انه الكثير من القطاعات الخاصة لاتلتزم بهذه الايام

| التاريخ               | الاسم                              | باللغة التايلاندية                    | ملاحظات        |
| --------------------- | ---------------------------------- | ------------------------------------- | -------------- |
| 1 يناير               | رأس السنة                          | (بالتايلاندية: วันขึ้นปีใหม่)              |                |
| 3 فبراير              | اكتمال القمر                       | (بالتايلاندية:วันมาฆบูชา)               |                |
| 6 أبريل               | ذكري يوم تشاكري                    | (بالتايلاندية:วันจักรี)                  |                |
| 13 أبريل الي 15 أبريل | عيد الماء                          | (بالتايلاندية:วันสงกรานต์)              |                |
| 5 مايو                | ذكرى تتويج الملك بوميبول أدولياديج | (بالتايلاندية:วันฉัตรมงคล)              |                |
| مايو                  | يوم المزارعين                      | (بالتايلاندية:วันเข้าพรรษา)             | يحدد سنويا     |
| 12 أغسطس              | عيد ميلاد الملكة                   | (بالإنجليزية:HM the Queen's Birthday) |                |
| 23 أكتوبر             | ذكرى وفاة الملك شولالونغكورن       | (بالتايلاندية:วันปิยมหาราช)             | توفي عام 1910م |
| 5 ديسمبر              | عيد ميلاد الملك                    |                                       |                |
| 10 ديسمبر             | يوم الدستور                        | (بالتايلاندية:วันรัฐธรรมนูญ)             |                |
| 31 ديسمبر             | عشية رأس السنة                     | (بالتايلاندية:วันสิ้นปี)                  |                |

## قائمة في أيام الاحتفالات الوطنية
- تقوم الحكومة بتنظيم هذه الاحتفالات بالاشتراك بعض الأحيان معا القطاع الخاص

| التاريخ   | الاسم                                  | باللغة التايلاندية                                 | ملاحظات               |
| --------- | -------------------------------------- | -------------------------------------------------- | --------------------- |
| يناير     | اليوم الوطني للطفل                     | (بالتايلاندية: วันเด็กแห่งชาติ)                        | السبت الثاني من يناير |
| 3 يناير   | اليوم الوطني لحماية الغابات            | (بالتايلاندية:วันอนุรักษ์ทรัพยากรป่าไม้ของชาติ)            |                       |
| 16 يناير  | يوم المعلم                             | (بالتايلاندية:วันครู)                                |                       |
| 18 يناير  | يوم احتفال الدلفين                     | (بالتايلاندية:วันยุทธหัตถี)                            |                       |
| 18 يناير  | عيد القوات المسلحة الملكية التايلاندية | (بالتايلاندية:วันกองทัพไทย)                          |                       |
| 2فبراير   | يوم المخترع                            | (بالتايلاندية:วันนักประดิษฐ์)                          |                       |
| 3 فبراير  | يوم قدامي الحرب                        | (بالتايلاندية:วันปิยมหาราช)                          | توفي عام 1910م        |
| 24 فبراير | اليوم الوطني للفنانين                  | (بالتايلاندية:วันศิลปินแห่งชาติ)                        |                       |
| 31 مارس   | عيد ميلاد الملك راما الثالث            | (بالتايلاندية:วันที่ระลึกพระบาทสมเด็จพระนั่งเกล้าเจ้าอยู่หัวฯ) |                       |
| 2 ابريل   | اليوم الوطني للحفاظ علي التراث         | (بالتايلاندية:วันอนุรักษ์มรดกไทย)                      |                       |
| 30 ابريل  | يوم حماية المستهلك                     | (بالتايلاندية:วันคุ้มครองผู้บริโภค)                      |                       |
| 1 مايو    | عيد العمال                             | (بالتايلاندية:วันภาษาไทยแห่งชาติ)                     |                       |
| 18أغسطس   | اليوم الوطني للعلوم                    | (بالتايلاندية:วันวิทยาศาสตร์แห่งชาติ)                   |                       |
| 20 سبتمبر | اليوم الوطني للشباب                    | (بالتايلاندية:วันเยาวชนแห่งชาติ)                      |                       |
| 13 أكتوبر | يوم الشرطة                             | (بالتايلاندية:วันตำรวจ)                             |                       |